# Acanthoptilum annulatum
Acanthoptilum annulatum är en korallart som beskrevs av Nutting 1909. Acanthoptilum annulatum ingår i släktet Acanthoptilum och familjen Virgulariidae. Inga underarter finns listade i Catalogue of Life.